# Зоря (Броварський район)
Зоря́ — село в Україні, у Броварському районі Київської області. Населення становить 271 осіб. Входить до складу Великодимерської селищної громади.

## Історія
Раніше цей хутір називався Войков. Заснований він вихідцями з Гоголева у 1928 р. Нарізали землю по 5 гектарів на господарство. Через два роки землю відібрали. Організували колгосп імені Комінтерна, Походження назви Войков невідоме. Своєрідність назви вказує на аналогічну назву місцевості або урочища. Димерці називають хутір Войтов. Мабуть, колись ці землі належали димерському війту. Не виключене походження назви хутора від гоголівського прізвища Войтенко. Поселення стали називати Зорею в 50-х рр.